# Balázs Hárai

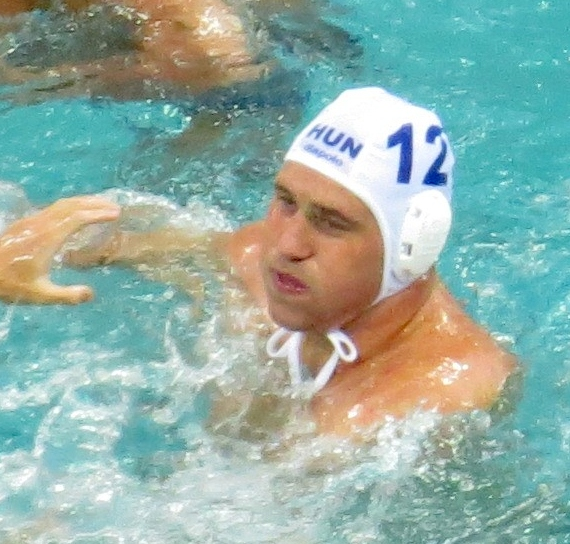
Balázs Hárai

Balázs Hárai (* 5. April 1987 in Budapest) ist ein ungarischer Wasserballspieler.
Er wohnt seit 2000 in Halásztelek.
Harai war 2007 Juniorenweltmeister. Nach den Olympischen Spielen 2008 kam er in die ungarische Nationalmannschaft, der Centerspieler wurde 2009 Fünfter bei der Weltmeisterschaft, 2011 erreichte die Mannschaft den vierten Platz. Bei der Europameisterschaft 2012 gewann die ungarische Mannschaft die Bronzemedaille, Hárai erzielte bei dem Turnier zehn Tore und war zusammen mit Gergely Kiss erfolgreichster Torjäger der Ungarn.
Nach zwei Olympiateilnahmen 2012 und 2016, bei denen die ungarische Mannschaft im Viertelfinale ausschied, gewann Hárai bei den Olympischen Spielen in Tokio die Bronzemedaille. Bei den Olympischen Spielen in Paris gewannen die Ungarn im Viertelfinale im Penaltyschießen gegen die Italiener. Das Halbfinale verloren die Ungarn mit 8:9 gegen die Kroaten. Im Spiel um Bronze stand es am Ende der regulären Spielzeit 8:8, im Penaltyschießen siegte das Team aus den Vereinigten Staaten.
Hárai begann beim Budapesti VSC, kam dann zu Domino-BHSE. 2008 wechselte er nach Eger und von 2010 bis 2012 spielte er für Honvéd Budapest. 2006 und 2007 war er ungarischer Meister, insgesamt viermal war er bis 2010 Pokalsieger.